# Jessica Stam
Jessica Stam tên đầy đủ là Jessica Elizabeth Stam (sinh ngày 23 tháng 4 năm 1986) là một người mẫu gốc Canada.

## Tuổi thơ và sự phát hiện
Cô được sinh ra tại Kincardine, bang Ontario, Canada và lớn lên tại một trang trại cùng với 6 người anh em của mình. Cô xuất thân từ một gia đình tôn giáo và có một tuổi thơ khá là êm đềm và nuôi ý định trở thành một nha sĩ trong tương lai. Trong một lần Michèle Miller (một nhân viên của công ty người mẫu đặt tại Barrie, Ontario) gặp Jessica Stam tại cửa hàng cà phê Tim Hortons tại bang Ontario và cảm nhận được những tố chất của một siêu mẫu ở cô. Rất nhanh chóng, Miller thuyết phục cô đến với thế giới thời trang.

## Sự nghiệp
Stam đã dành giải trong cuộc thi Los Angeles Model Look năm 2002, nhiếp ảnh gia Steven Meisel là người bắt đầu cho sự nghiệp của cô. Cô đã xuất hiện trên trang bìa của Vogue Anh, Thổ Nhĩ Kỳ, Đức và xuất hiện trong các quảng cáo của Marc Jacobs, Anna Sui, Giorgio Armani, Vera Wang, Valentino, Miu Miu, Gucci, Prada, Dolce & Gabbana, Versace và Holt Renfrew, Christian Dior, BCBG Max Azria, Lanvin, Shiatzy Chen, Roberto Cavalli, Bulgari, H&M, Aldo Groupe và DKNY. Trong năm 2004, Stam xuất hiện trong một bộ phim ngắn nói về chất độc màu da cam. Cô đã từng bị kiện bởi New York Model Management vào năm 2004, do vi phạm hợp đồng.
Nhà thiết kế thời trang Marc Jacobs đã thiết kế The Marc Jacobs Stam, một mẫu túi xách lấy cảm hứng từ cô và được đặt theo tên của Stam. Jessica trình diễn cho Victoria's Secret vào năm 2006, năm 2007 và năm 2010. Trong tháng 1 năm 2006, cô xuất hiện trong chiến dịch quảng cáo của Rochas.

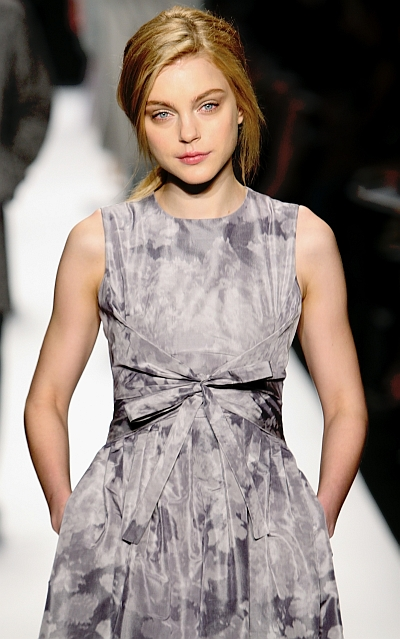
Jessica Stam trong show của Michael Kors, tháng 2 năm 2008.

Vào mùa thu năm 2006, Stam đã tham gia hơn 60 show ở New York, Milan, Paris và London. Trong tuần lễ thời trang Haute Coute xuân-hè 2007 cô tham gia trình diễn cho Chanel, Christian Lacroix, Christian Dior, Givenchy và Jean Paul Gaultier. Số tháng 5 năm 2007 của tạp chí Vogue Mỹ, Jessica được lên trang bìa cùng với nhiều người mẫu nổi tiếng khác như Doutzen Kroes, Caroline Trentini, Raquel Zimmermann, Sasha Pivovarova, Agyness Deyn, Coco Rocha, Hilary Rhoda, Chanel Iman, và Lily Donaldson đây là những người mẫu được mọi người cho rằng sẽ là thế hệ siêu mẫu mới.
Trong tháng 7 năm 2007, thu nhập của cô ước tính đạt khoảng 1,5 triệu USD, Forbes xếp cô đứng thứ 15 trong top 15 người mẫu có thu nhập cao nhất. Hiện nay cô là gương mặt quảng cáo của các nhãn hiệu Bulgari, Dior, Lanvin và Escada. Cô xuất hiện trong các show diễn của Christian Dior, DKNY, Miss Sixty, Loewe và Roberto Cavalli trong tuần lễ thời trang thu dông năm 2007. Năm 2008, Jessica là gương mặt quảng cáo nước hoa "Onde" của Giorgio Armani, cô cũng xuất hiện trong quảng cáo nước hoa "Ricci Ricci" của Nina Ricci.Trong show của Chloe cô bị ngã một lần duy nhất trong sự nghiệp người mẫu của mình.
Năm 2009, cô trở thành gương mặt quảng cáo của Bulgari trong tháng 3 và xuất hiện trên trang bìa của tạp chí Numéro Tokyo. Cô được xem là một trong những người mẫu có "Khuôn mặt Búp Bê", những người mẫu được xem là có "Khuôn mặt Búp Bê" gồm có Gemma Ward, Vlada Roslyakova, Lily Cole, Caroline Trentini, Lisa Cant, Devon Aoki và Heather Marks.
Năm 2010, Stam xuất hiện trên trang bìa của tạp chí Vogue Thổ Nhĩ Kỳ. Năm 2011, cô được xếp thứ 8 trong top 50 người mẫu do trang web Models.com bình chọn.
Năm 2011, Jessica Stam giành được quảng cáo của Mercedes Benz với Terry Richardson nổi tiếng ở vị trí lãnh đạo, Jones New York bao gồm Jessica đến một quảng cáo với nhiếp ảnh gia huyền thoại nổi tiếng Annie Leibovitz.

## Cuộc sống cá nhân
Cô hiện đang hẹn hò với cầu thủ khúc côn cầu Anaheim Ducks. Năm 2017, cô hạ sinh một bé gái nhưng không cho biết bố đứa trẻ là ai và hiện tại cô đang có tin đồn hẹn hò với đạo diễn phim Brahman Turner.

## Thành tựu
Stam đã có cơ hội làm việc với các nhiếp ảnh gia nổi tiếng như Irving Penn, Mario Testino, Peter Lindbergh, Craig McDean, David Sims, Paolo Roversi, Inez & Vinoodh, Vincent Peters, Juergen Teller, Thomas Schenk, Michel Comte, Glen Luchford, Terry Richardson, Nick Knight và Richard Burbridge. Cô đã xuất hiện trong các quảng cáo cho Miu Miu, Marc Jacobs, Dolce & Gabbana, Dior, Prada, Atsuro Tayama, Emporio Armani, Roberto Cavalli và Bulgari. Cô là gương mặt đại diện của nước hoa DKNY Delicious Đêm và hiện đang dẫn chương trình thời trang The Thread.
Chuyển từ người mẫu, sang người nổi tiếng, sang nhà hoạt động vào năm 2012, cô hợp tác với Many Hopes, Adopt Together và Peace Jam để giúp đỡ trẻ em có hoàn cảnh khó khăn ở Mỹ và Kenya.